# Microdrosophila sikkimensis
Microdrosophila sikkimensis är en tvåvingeart som beskrevs av Kumar och Gupta 1990. Microdrosophila sikkimensis ingår i släktet Microdrosophila och familjen daggflugor. Inga underarter finns listade i Catalogue of Life.